# Rory
Rory är ett mansnamn och den vanligaste engelska formen av det iriska namnet Ruairí, Ruaidhrí eller Ruaraidh. Det anses allmänt betyda "röd kung", bildat av iriska rua "röd" och rí "kung". Namnet går tillbaka till Ruaidrí Ua Conchobair (anglicerat Rory O'Connor), en irländsk kung som dog 1198.

## Kända personer med namnet Rory
- Rory Byrne, en sydafrikansk formelbildesigner.
- Rory Culkin, en amerikansk skådespelare.
- Rory Delap, en irländsk fotbollsspelare.
- Rory Dodd, en kanadensisk sångare.
- Rory Gallagher, en irländsk musiker.
- Rory Sabbatini, en sydafrikansk golfare.